# Melitaea alboocellata
Melitaea alboocellata är en fjärilsart som beskrevs av Leo Andrejewitsch Sheljuzhko 1929. Melitaea alboocellata ingår i släktet Melitaea och familjen praktfjärilar. Inga underarter finns listade i Catalogue of Life.